# Ea (bóg)
Ea – jeden z najważniejszych bogów asyryjsko-babilońskich, bóg wód, kultury, mądrości, cywilizacji, sztuk, rzemiosł artystycznych. Jego pierwowzorem był sumeryjski bóg Enki.
Ea należał do grona czterech wielkich bóstw niebiańskich: Anu - związanego z niebem, Enlilem - burza i ziemia, Szamaszem - słońce. Jest zaliczany do bóstw stworzycieli. Jego siedzibą było Apsu.
Ze swoim bratem Enlilem podzielił świat grając z nim w kości i otrzymując świat wody. Przeważnie uważa się go za stworzyciela rodzaju ludzkiego.

## Mitologia asyryjska
Ea jest bohaterem kilku mitów.  W jednym z mitów asyryjskich, uczestniczył w stworzeniu człowieka. Główną rolę odgrywała bogini Ninhursag (Nintu, Mama). Bogini udała się wraz z czternastoma brzemiennymi kobietami do Domu Przeznaczenia. Tam Ea poprosił ją, by rozpoczęła wymawiać zaklęcia. Ona uczyniła to i poczęła rysować w glinie czternaście postaci, dzieląc je na dwie równe części. Po takich obrzędach Ea uklęknął i otworzył swój pępek, a następnie nakazał, by kobiety brzemienne urodziły siedmiu mężczyzn i siedem kobiet. Ninhursag osobiście formowała narodzonych. 

## Mitologia babilońska
W mitologii babilońskiej Ea był synem Anu i Id. Wraz z braćmi pędził wędrowny tryb życia, co rusz występując i przeszkadzając swoim prarodzicom bogini Tiamat i bogu Apsu.  Apsu postanowił wystąpić przeciwko młodym bogom, ci jednak zwietrzywszy jego zamiary zabili go. Ea wraz z boginią Damkina stworzyli wielkiego boga Marduka. Timat, rozgniewana po śmierci męża, stworzyła liczne potwory. Anszar, Anu i Ea rozpoczęli walkę z praboginią i jej stworami, lecz nie byli w stanie ich pokonać. Wówczas Marduk, po przyrzeczeniu mu władzy nad światem, pomógł bogom i pokonał Tiamat przecinając ją na dwie części z których stworzył niebo i ziemię a w jej brzuchu uformował ścieżkę po której wędrowało słońce.

## Wpływy mitologii sumeryjskiej
Ea był utożsamiany z wcześniejszym bogiem sumeryjskim Enki. Wpływ tej wczesnej kultury, istniejącej kilkaset lat przed cywilizacją babilońską, a następnie asyryjską, odnajdujemy między innymi w mitach, gdzie Ea zastąpiony jest bogiem Enki. W kosmogonicznym micie stworzenia człowieka występuje obok bogini Ninhursag. W procesach powstawania ziemi Ea stworzył wody pierwotne oraz z gliny elementy potrzebne do wznoszenia budowli. Następnie stworzył bogów Arazu opiekujących się rzemiosłami, następnie stworzył góry, wody, króla utrzymującego świątynie i mistrza obrzędów ku czci bogów.

## Powiązania z innymi bogami
Małżonką Ea była Damkina z którą miał syna Marduka oraz z boginią Turtur syna Dumuzi („Prawowity Syn”) - boga słońca, wiosny lub lata. Ea miał również córkę, boginie wód Erua i Nina. Niekiedy za małżonkę Ea, uważa się również Belit - uosobienie pierwiastka żeńskiego w przyrodzie. Jego personifikacją był bóg monstrum w postaci półryby-półbarana Kuribo oraz Kululu znany również pod imieniem Oannes półczłowiek-półryba.

## Imiona w innych kulturach
- Enki - kultura sumeryjska;
- Bel-Aszur - kultura chaldejska;
- Ajja - kultura semicka.[potrzebny przypis]